# Piracetam

Piracetam eller 2-(2-Oxopyrrolidinyl)acetamid är en kemisk förening med ett flertal användningsområden. Den är mest känd för att ha gett upphov till begreppet smarta droger. Som läkemedel är Piracetam receptbelagt och säljs i Sverige under varumärket Nootropil. Nootropil tabletter används för behandling av muskelryckningar (myoklonier) hos vuxna.